# Orașul liber imperial Aachen
Orașul liber imperial Aachen (în germană Freie Reichsstadt Aachen) a fost un oraș liber imperial și spa al Sfântului Imperiu Roman, la vest de Köln (Colonia) și la sud-est de Țările de Jos, în cercul renan inferior-vestfalian. Pelerinajele, Încoronarea Sfântului Împărat Roman, industriile înfloritoare și privilegiile conferite de diverși împărați au făcut din acesta unul dintre cele mai prospere târguri ale Sfântului Imperiu Roman.